# Persone di nome Francesco/Giornalisti
| Questa pagina contiene informazioni ricavate automaticamente dalle voci biografiche con l'ausilio del template Bio e di un bot. L'aggiornamento è periodico e automatico e ricostruisce completamente la pagina. Se manca una persona in questa lista, sei pregato di non aggiungerla, ma accertati piuttosto che la sua voce biografica contenga il template Bio e che i dati anagrafici siano correttamente compilati. Se il template Bio manca, inseriscilo tu stesso o, in alternativa, metti l'avviso {{tmp\|Bio}} che ne segnala la mancanza. Se i dati riportati sono sbagliati, correggi direttamente la voce biografica; le modifiche saranno visibili in questa lista entro pochi giorni. Per chiarimenti vedi il progetto antroponimi. La lista contiene solo le 53 persone che sono citate nell'enciclopedia e per le quali è stato implementato correttamente il template Bio. Pagina aggiornata al 22 lug 2025. |

Questa è una lista di persone presenti nell'enciclopedia che hanno il nome Francesco e sono giornalisti.

## A(1)
- Francesco Adinolfi, giornalista, disc jockey e conduttore radiofonico italiano (Angri, n. 1960)

## B(6)
- Cesco Giulio Baghino, giornalista e politico italiano (Taranto, n. 1911 - Roma, † 2003)
- Francesco Bigazzi, giornalista e scrittore italiano (Pontassieve, n. 1943)
- Francesco Bonazzi, giornalista italiano (Torino, n. 1968)
- Francesco Boneschi, pubblicista, scrittore e poeta italiano (Pieve del Cairo, n. 1923 - Roma, † 1989)
- Francesco Borgonovo, giornalista, saggista e conduttore radiofonico italiano (Reggio Emilia, n. 1983)
- Francesco Bruno, giornalista, critico letterario e scrittore italiano (Ascea, n. 1899 - Napoli, † 1982)

## C(11)
- Francesco Cancellato, giornalista italiano (Lodi, n. 1980)
- Francesco Canessa, giornalista, saggista e critico musicale italiano (Capri, n. 1927)
- Francesco Caremani, giornalista italiano (Arezzo, n. 1969)
- Francesco Carlà, giornalista e imprenditore italiano (San Cesario di Lecce, n. 1961)
- Francesco Cascioli, giornalista, scrittore e illustratore italiano (Roma, n. 1953 - Cassino, † 2010)
- Francesco Casnati, giornalista italiano (Szombathely, n. 1892 - Como, † 1970)
- Francesco Ciarlantini, giornalista, scrittore e politico italiano (San Ginesio, n. 1885 - Roma, † 1940)
- Francesco Ciccotti Scozzese, giornalista e politico italiano (Palazzo San Gervasio, n. 1880 - Buenos Aires, † 1937)
- Francesco Cinquemani, giornalista, sceneggiatore e regista italiano (Roma, n. 1967 - Roma, † 2024)
- Francesco Coccapieller, giornalista e politico italiano (Roma, n. 1831 - Roma, † 1901)
- Francesco Costa, giornalista, blogger e saggista italiano (Catania, n. 1984)

## D(4)
- Francesco De Rosa, giornalista e scrittore italiano (Sant'Anastasia, n. 1968)
- Francesco Della Valle, giornalista e politico italiano (Napoli, n. 1853)
- Franco Di Mare, giornalista, conduttore televisivo e scrittore italiano (Napoli, n. 1955 - Roma, † 2024)
- Francesco Durante, giornalista, critico letterario e storico della letteratura italiano (Anacapri, n. 1952 - Capri, † 2019)

## F(4)
- Francesco Luigi Ferrari, giornalista, politico e antifascista italiano (Modena, n. 1889 - Parigi, † 1933)
- Francesco Festuccia, giornalista e scrittore italiano (Roma, n. 1951)
- Francesco Franchi, giornalista e grafico italiano (n. 1982)
- Francesco Frigieri, giornalista e scrittore italiano (Firenze, n. 1940 - Roma, † 1990)

## G(3)
- Francesco Saverio Garaguso, giornalista italiano (Roma, n. 1948)
- Francesco Giorgino, giornalista e conduttore televisivo italiano (Andria, n. 1967)
- Francesco Granata, giornalista, saggista e critico letterario italiano (Giarre, n. 1895 - Catania, † 1984)

## J(1)
- Francesco Jori, giornalista italiano (Padova, n. 1946)

## L(2)
- Franco Ligas, giornalista e telecronista sportivo italiano (Oristano, n. 1946)
- Francesco Lisi, giornalista italiano (Bivona, n. 1926 - Roma, † 2009)

## M(3)
- Francesco Mei, giornalista e anglista italiano (Senigallia, n. 1923 - † 1990)
- Francesco Merlo, giornalista e scrittore italiano (Catania, n. 1951)
- Francesco Musolino, giornalista e scrittore italiano (Messina, n. 1981)

## O(2)
- Franco Ordine, giornalista italiano (Foggia, n. 1951)
- Francesco Orsini, giornalista e letterato italiano (Sant'Eufemia d'Aspromonte, n. 1881 - Napoli, † 1924)

## P(6)
- Francesco Palladino, giornalista e saggista italiano (Paciano, n. 1943)
- Francesco Pancani, giornalista e telecronista sportivo italiano (Firenze, n. 1965)
- Francesco Paoloni, giornalista e politico italiano (Perugia, n. 1875 - Roma, † 1956)
- Francesco Perilli, giornalista e conduttore radiofonico italiano (Milano, n. 1969)
- Francesco Pezzi, giornalista italiano (Venezia, n. 1780 - Milano, † 1831)
- Francesco Prisco, giornalista e scrittore italiano (Pompei, n. 1976)

## R(3)
- Francesco Repice, giornalista italiano (Cosenza, n. 1963)
- Francesco Roccella, giornalista e politico italiano (Riesi, n. 1924 - Roma, † 1992)
- Saverio Rotondi, giornalista, scrittore e editore italiano (Benevento, n. 1933 - Roma, † 1983)

## S(3)
- Francesco Sorrentino, giornalista, scrittore e politico italiano (Bari, n. 1923 - Bari, † 2001)
- Francesco Spanu Satta, giornalista e scrittore italiano (Sassari, n. 1912 - † 1974)
- Francesco Specchia, giornalista e scrittore italiano (Firenze, n. 1968)

## T(2)
- Cesco Tomaselli, giornalista e scrittore italiano (Venezia, n. 1893 - Milano, † 1963)
- Franz Turchi, giornalista, politico e editore italiano (Napoli, n. 1893 - Roma, † 1976)

## V(2)
- Francesco Vecchi, giornalista, conduttore televisivo e scrittore italiano (Milano, n. 1982)
- Francesco Verderami, giornalista italiano (Gioia Tauro, n. 1962)